# Комаров, Феликс Романович
Фе́ликс Рома́нович (Руви́мович) Комаро́в (25 января 1948, Минск — 20 июня 2024, Москва) — бизнесмен, коллекционер, в прошлом нью-йоркский галерист российского происхождения — владелец галереи «Russian World Gallery» («Русский мир»).

## Биография
Окончил Политехнический институт в Калининграде в 1972 году по специальности экономист.
В 2012 году он рассказывал «Ведомостям»: «В Советском Союзе я был инженером, затем главным инженером проекта. Я принимал решения, летал по всей стране, много и очень интересно работал»

### В США
В 1990 году эмигрировал в США. «Я приехал в США с идеями, которые смог воплотить с группой молодых людей, — вспоминает он. — Я уговорил их не заниматься просто фарцовкой, а поставлять компьютеры, мы этим занимались, и это были первые деньги, которые я там заработал». «Ведомостям» он сообщил, что в США создал многомиллионный бизнес, который включал ресторан, ночной клуб и ювелирные мастерские.
Основная публичная деятельность Комарова в США была связана с галереей искусства русских эмигрантов (см. ниже). Кроме галереи в Нью-Йорке, на 57 стрит, рядом с Лексингтон-авеню, он открыл ресторан Club Moscow, а также в 1995 году основал или способствовал основанию еженедельной газеты «В Новом Свете». Имел клуб под названием «Москва».
Также он был активным хоккейном болельщиком НХЛ, и был связан с русскими игроками. По собственным словам — единственный русский член Рокфеллеровского клуба. «В 1997 году меня избрали „Человеком года“ Рокфеллеровского клуба», — говорит он.
Роберт Фридман в книге «Красная мафия. Как российская преступность захватила Америку» утверждает, что ФБР называет Комарова «правой рукой» вора в законе Иванькова (Япончика) и считает, что он связан с «русской мафией» в США: «Если вы где-нибудь на Брайтон-Бич упомянете имя Комарова, то это все равно, что заговорить о Джоне Готти. Все знают, кто он такой». В 1998 году свою статью ему посвятил корреспондент New York Times Ральф Блюменталь — «Таинственный бизнесмен; покровителя искусств ФБР преследует за связи с русской мафией». («Businessman of Mystery; Arts Patron Dogged by F.B.I. Claim of Russian Mob Ties»). По сообщению американских источников, Комаров занимался отмыванием денег для Иванькова, а также был связан с Сергеем Михайловым («Михась»). В материалах суда, который рассматривал иск Комарова к одному из американских издательств, говорится, что у ФБР была информация, что Комаров якобы отмывает деньги для Иванькова.
Во время пребывания в Штатах, в середине 1990-х, открыл в России фирму по продаже автомобилей марки «Роллс-Ройс». Салон находился в Москве на Мытной улице.

### В России
В 2000 году смог приехать в Россию (по другим указаниям — вернулся в 1998). По его словам, прожил в США десять лет. СМИ, говоря о его московской квартире, называют его «приехавший из Нью-Йорка финансист „солнцевских“ Феликс Комаров, приятель убитого Вячеслава Иванькова».
С 2010-х годов активизировал культурную деятельность в России (см. ниже).
«Ведомости» пишут, что согласно СПАРК, он был совладельцем одного из центральных казино Москвы — клуба «Европа» у Страстного бульвара (которое контролировал авторитет Алимжан Тохтахунов — «Тайванчик»). «Коммерсант» открыто называет его совладельцем казино в 2005 году.
Основатель группы компаний «ФК Групп», организующая мероприятия и проекты в сфере культуры и искусства. Учредитель инвестиционно-строительного фонда «Норд-Стар». В 2008 году ресторатор Вадим Дымов назвал его в числе своих партнёров.
Автор и владелец российско-китайского инвестиционного проекта Международного Проекта «Восточные ворота России. Забайкалье — Маньчжурия», стартовал в 2007 году, однако остаётся не реализованным. По состоянию на 2020 год земля ещё не используется.
По данным на 2016 год, выступал совладельцем 18 компаний, в их числе «Врата» и «Ларец» — магазины под Храмом Христа Спасителя и у других церквей, ООО «Православный ювелирный дом». Комаров рассказал «Ведомостям» в 2012 году, что вложил в бизнес у храмов около $1 млн. Обладатель Золотой юбилейной медали РПЦ (2015).
В 2016 году городской Арбитражный суд начал, а в 2018 году признал обоснованным заявление о банкротстве Комарова. Речь идёт о кредитах, которые он получал в 2009—2010 гг. в банке «Славянский» (более $4 млн), а также займах более чем в 250 млн рублей от бывших клиентов банка. Проблемы с кредиторами у Комарова начались задолго до этого и связаны с отзывом лицензии у банка «Славянский» в 2010 г. Общий долг оценивается более чем в 500 млн руб.
Умер 20 или 21 июня 2024 года в Москве в возрасте 76 лет.

## Галерея
Открыл галерею «Russian World Gallery» в Нью-Йорке, на 5-й авеню, 800 (угловое помещение первого этажа дома на Пятой авеню и 61 стрит рядом с отелем Pierre). Галерея работала с такими художниками, как Э. Неизвестный, О. Целков, М. Шемякин. В галерее ювелиры Комарова делали именные копии их работ из драгметаллов с драгкамнями. По некоторым данным, Интерпол подозревал, что эта деятельность была связана с подделками, в частности Фаберже.
В конце апреля 1996 года галерея провела выставку в Российском консульстве на Манхэттене. В числе спонсоров были Роллс-Ройс (Москва) и Кремлёвская водка Фанчини. В галерее проводились другие громкие мероприятия.
Галерея  закрылась в 1999 году.
По собственным словам, был официальным представителем Эрнста Неизвестного в России.  Неизвестный изваял его портрет. В 1999 году, в год закрытия галереи, Эрнст Неизвестный обратился в манхэттенское отделение Верховного суда штата Нью-Йорк с заявлением, что Комаров и его галерея задолжали ему более 600 тыс. долл.
Долгое время сотрудничал с Михаилом Шемякиным, принимал участие в создании ювелирной коллекции работ художника в жанре «малой пластики». Впоследствии сотрудничество расстроилось, в США художник подавал на него в суд из-за неисполнения финансовых обязательств, Позже, уже в российский период, в 2009 году Шемякин обвинил его в продаже своих поддельных картин. Комаров обратился в суд с иском о защите чести и достоинства по отношению к Шемякину. Позже Комаров стал героем документального фильма-расследования Андрея Караулова «Мышиный король (история травли)», посвящённого конфликту с Шемякиным.
Спонсировал выпуск каталога Олега Ланга (2013).
«Я не олигарх в прямом, миллионнодолларовом понятии этого термина, я скорее олигарх от искусства», — сказал Комаров в 2008 году в интервью «Огоньку».
Почётный член Российской Академии художеств за значительный вклад в развитие российской культуры и искусства (2015).

#### Коллекция
Владеет крупной коллекцией картин Рустама Хамдамова, более 70 работ Олега Ланга. Также в его собрании работы Эрнста Неизвестного, Константина Худякова, арт-группы Танатос Банионис, А. Беляева-Гинтовта, В. Пушницкого.
Владеет коллекцией русской иконописи, которую собирал более 40 лет — около 1000 предметов. Во время подготовки выставки коллекции икон Комарова в Манеже обнаружилось, что одна из икон, «Житие священномученика Власия Севастийского», является похищенной — Комаров торжественно возвратил её в Введенский собор в Сольвычегодске. В 2015 году преподнёс 5 больших храмовых икон Воскресенскому Ново-Иерусалимскому монастырю в Истре. В интервью 2012 года сказал, что делал пожертвования Храму Христа Спасителя, дарил кресты работы Эрнста Неизвестного.
Собирает скульптурные изображения лягушек, его коллекция составляет более 15 000 предметов.

#### Выставки
- 2014 год. ЦВЗ «Манеж» (Москва). Выставка «Большая Русская икона. 300 икон из коллекции Феликса Комарова»[38],
- 2016 год, Манеж, выставка «Russian World Gallery. Избранное». Представлены работы из коллекции галереи — произведения О. Целкова, А. Зверева, О. Рабина, В. Немухина, Д. Краснопевцева, А. Гросицкого, А. Косолапова, А. Захарова, Р. Хамдамова, К. Худякова, О. Ланга, А. Беляева-Гинтовта и других авторов[26].
- 2016 год. Манеж, выставка «Эрнст Неизвестный. Возвращение в Манеж». Проходила одновременно с предыдущей, представлено более 100 работ Неизвестного из коллекции Комарова[26][31][41].
- 2016 год. Манеж, выставка «Русские Святые. Коллекция Феликса Комарова. 300 икон»[37][42].
- 2016 год. Воронежский областной художественный музей им. Крамского «Эрнст Неизвестный. Возвращение в Россию. Избранные произведения из коллекции Феликса Комарова»[43]

### Скульптура и статуэтки
Как гласит пресс-релиз галереи, Феликс Комаров в рамках проекта «Russian World Gallery» способствовал выполнению в драгметаллах призы для ряда премий:
- «Золотой Эльф» Эрнста Неизвестного — приз премии «Триумф»[44]
- «Знак Пастернака» (Независимая поэтическая премия им. Бориса Пастернака) по эскизу Андрея Вознесенского[45].

Учрежденные премии:
- Премия «Божественная», учреждённая Комаровым, вручалась в Нью-Йорке звёздам российского балета.[46]
- Премия русский «Стэнли-Кап» (Русский Кубок Стэнли), учреждённая Комаровым, вручалась российским звёздам Национальной хоккейной лиги.

Является соавтором памятника своему другу, известному советскому и российскому поэту-песеннику Михаилу Таничу.

### Прочая деятельность
- По собственным словам[47], вице-президент Творческого союза художников России (в 2020 году на сайте объединения[48] его фамилия не указана).
- Член Попечительского совета Московской Государственной Консерватории им. П. И. Чайковского и Фонда содействия сохранению культурного, исторического и духовного наследия им. преподобного Андрея Рублёва[26].
- В 2002 году был продюсером и спонсором фестиваля «Миллениум» в Нью-Йорке, имевшего своей целью познакомить американского кинозрителя с новым российским кино[49].
- Спонсировал постановку музыкальной комедии Аркадия Хаита «Моя кошерная леди» в московском театре «Шалом» под руководством Александра Левенбука.
- Участвует в программе возрождения православных храмов на территории России, в частности, при его участии был создан иконостас для Храма Животворящей Троицы в селе Старая Полтавка Волгоградской области[50].